# Auroir-Aubigny
Pour les articles homonymes, voir Auroir et Aubigny.
Auroir-Aubigny est une ancienne commune française, située dans le département de l'Aisne en région Hauts-de-France.

## Toponymie
Le nom de la localité est attesté sous les formes Oratorium (Xe siècle) ; Altare Sancti-Martini-in-Evredio (982) ; Oroir (1227) ; Orooir (1240) ; Oroit (1264) ; Orroy (1412) ; Auroy (1597) ; Orroir (1624) ; Saint-Médard-d’Orroir-et-Aubigny (1670) ; Orrois (1692).

Du latin oratorium « oratoire ».
Aubigny est attesté sous les formes Albigni (1150) ; Aubegni (1197) ; Aubegny-as-Quaisnes (1383) ; Aubegny (1532) ; Obigny (1673) ; Aubegnie (1696).

## Histoire
La commune d'Auroir-Aubigny a été créée lors de la Révolution française. Le 25 mai 1843, elle est supprimée par ordonnance et elle est scindée,. La section d'Auroir n'est pas érigée en une commune indépendante, elle est rattachée à la commune d'Hérouël et la nouvelle entité prend le nom de Foreste. La section d'Aubigny devient une commune indépendante et elle est renommée Aubigny-aux-Kaisnes en 1979.

## Administration
Jusqu'à sa suppression en 1843, la commune faisait partie du canton de Vermand dans le département de l'Aisne. Elle appartenait aussi à l'arrondissement de Saint-Quentin depuis 1801 et au district de Saint-Quentin entre 1790 et 1795. La liste des maires d'Auroir-Aubigny est :
| Période                                  | Période | Identité | Étiquette | Qualité |
| ---------------------------------------- | ------- | -------- | --------- | ------- |
|                                          |         |          |           |         |
| Les données manquantes sont à compléter. |         |          |           |         |

## Démographie
Jusqu'en 1843, la démographie d'Auroir-Aubigny était :
| 1793 | 1800 | 1806 | 1821 | 1831 | 1836 | 1841 |
| ---- | ---- | ---- | ---- | ---- | ---- | ---- |
| 247  | 246  | 272  | 276  | 312  | 342  | 440  |